# Kalozita

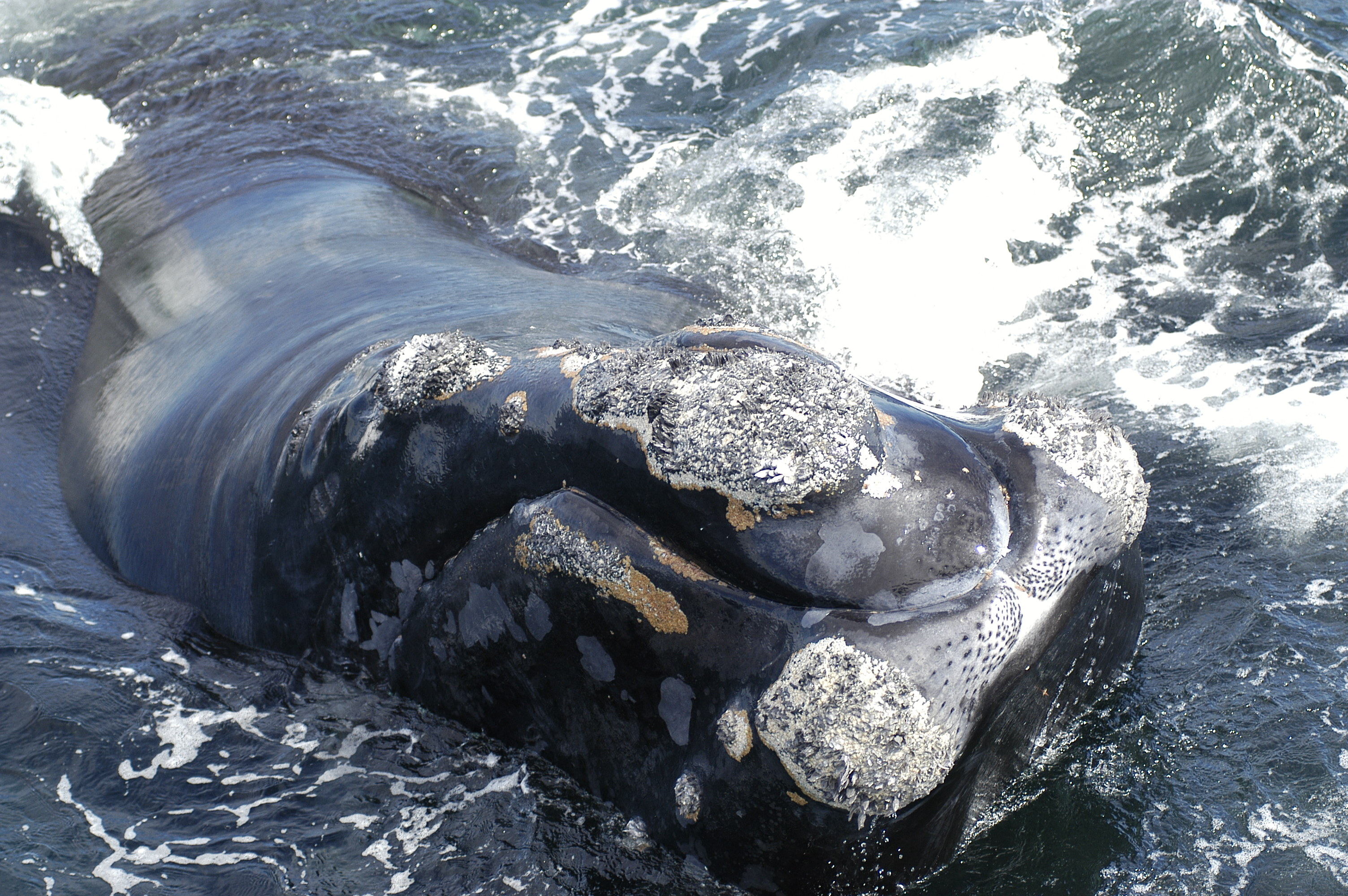
Kalozity u velryby černé

Kalozita je oblast ztvrdlé kůže v místech, která jsou vystavena opakovanému tlaku nebo tření.

## Kalozity u velryb
U velryb termín kalozita odkazuje k tvrdému, zrohovatělému výběžku kůže, který se nachází u pravých velryb. Kalozity jsou u nich patrné na první pohled, protože bývají bíle zabarvené a jsou tak velmi výrazné v kontrastu k černé kůži. Bílé zabarvení je způsobeno drobnými živočichy přichycenými na kalozitách jako jsou různonožci a svijonožci. Jejich bílé kolonie o milionech jedinců utváří na těle velryb unikátní vzorce, které lze využít k identifikace konkrétních velryb. Kalozity se utváří koncem 1. roku života velryb a mohou se časem velmi mírně proměňovat (někdy např. kalozita roste vertikálním směrem a časem je natolik přerostlá, že se odlomí).
Kalozity se formují hlavně v oblasti hlavy. Největší z nich je umístěn uprostřed horní čelisti a nazývá se bonnet (pojem z angličtiny, doslova znamená „dámský čepec“).